# بزرگترین رویال رامبل
بزرگترین رویال رامبل (به انگلیسی: WWE Greatest Royal Rumble) یک رویداد غیر رایگان (Pay-Per-View) و یک رویداد از شبکه دبلیودبلیوئی می‌باشد که توسط کمپانی دبلیودبلیوئی برای هردو برند راو و اسمک‌دَون تهیه و در ۲۷ آوریل ۲۰۱۸ در مجموعه ورزشی بین‌المللی ملک عبدالله شهر جده در کشور عربستان سعودی برگزار شد. در این رویداد بر سر هر هفت قهرمانی مردان دبلیودبلیوئی مسابقه‌ای انجام شد و برای اولین بار ۵۰ کشتی‌کج کار در یک مسابقه رویال رامبل حضور داشتند که به همین منظور لقب بزرگترین رویال رامبل را به خود اختصاص داد.

## زمینه‌سازی
بزرگترین رویال رامبل شامل مسابقاتی بین دشمنی‌های موجود، ماجراهای پیش آمده و استوری‌هایی خواهد بود که پیش از این در برنامه‌های را و اسمَک‌دَون پخش شده بود. کشتی‌گیرها با توجه به مسابقات یا سری اتفاقاتی که برایشان رخ می‌دهد و تنش را به حد اکثر می‌رساند، نقش منفی یا قهرمان به خود می‌گیرند.

## مسابقات ثبت شده
| #                                                     | نتایج                                                                   | نوع مسابقه                                                         | مدت زمان |
| ----------------------------------------------------- | ----------------------------------------------------------------------- | ------------------------------------------------------------------ | -------- |
| ۱                                                     | جان سینا پیروز مقابل تریپل اچ                                           | مسابقه تک نفره                                                     | ۱۵:۴۵    |
| ۲                                                     | سدریک الکساندر (c) پیروز مقابل کالیستو                                  | مسابقه برای قهرمانی کمربند میان‌وزن                                 | ۱۰:۱۵    |
| ۳                                                     | بری وایت و مت هاردی پیروز مقابل سزارو و شیمس                            | مسابقه تگ تیم برای قهرمانی کمربندهای بدون صاحب تگ تیم را           | ۸:۵۰     |
| ۴                                                     | جف هاردی (c) پیروز مقابل جیندر ماهال                                    | مسابقه تک نفره برای قهرمانی کمربند ایالات متحده                    | ۶:۱۰     |
| ۵                                                     | د بلادجن برادرز (هارپر و روئن) (c) پیروز مقابل د اوسوز (جِی و جیمی اوسو) | مسابقه تگ تیم برای قهرمانی کمربندهای تگ تیم اسمک‌داون               | ۵:۰۵     |
| ۶                                                     | سث رالینز (c) پیروز مقابل د میز مقابل فین بَلر مقابل ساموآ جو            | مسابقه نردبان برای قهرمانی کمربند بین قاره‌ای                       | ۱۵:۰۵    |
| ۷                                                     | ای جی استایز (c) پیروز مقابل شینسکه ناکامورا با قانون دابل کانت‌آوت      | مسابقه تک نفره برای قهرمانی کمربند دبلیودبلیوئی                    | ۱۴:۲۵    |
| ۸                                                     | آندرتیکر پیروز مقابل روسف                                               | مسابقه تابوت                                                       | ۹:۴۰     |
| ۹                                                     | براک لزنر (c) پیروز مقابل رومن رینز                                     | مسابقه قفس فولادین برای قهرمانی کمربند یونیورسال دبلیودبلیوئی      | ۹:۱۵     |
| ۱۰                                                    | بران استرومن پیروز با بیرون انداختن آخرین نفر یعنی بیگ کس               | مسابقه رویال رامبل ۵۰ نفره (کسب یک عنوان قهرمانی و یک هدیه یادبود) | ۱:۱۷:۲۰  |
| - (c) – نشان‌دهنده قهرمان(هایی) است که به میدان می‌روند |                                                                         |                                                                    |          |

### جدول مسابقات حذفی تگ تیم را
|  | دور اول را (۴/۹) | دور اول را (۴/۹)                       | دور اول را (۴/۹) |  |  | نیمه نهایی را (۴/۱۶) | نیمه نهایی را (۴/۱۶) | نیمه نهایی را (۴/۱۶) |  |  | فینال بزرگترین رویال رامبل (۴/۲۷) | فینال بزرگترین رویال رامبل (۴/۲۷) | فینال بزرگترین رویال رامبل (۴/۲۷) |
|  |                  |                                        |                  |  |  |                      |                      |                      |  |  |                                   |                                   |                                   |
|  |                  | د ریویوال (دش ویلدر و اسکات داوسون)    | پین              |  |  |                      |                      |                      |  |  |                                   |                                   |                                   |
|  |                  | لوک گالوس و کارل اندرسون               | ۳:۳۵             |  |  |                      |                      |                      |  |  |                                   | سزارو و شیمس                      | ۸:۵۰                              |
|  |                  |                                        |                  |  |  |                      | د ریویوال            | ۵:۲۵                 |  |  |                                   | بری وایت و مت هاردی               | پین                               |
|  |                  |                                        |                  |  |  |                      | بری وایت و مت هاردی  | پین                  |  |  |                                   |                                   |                                   |
|  |                  | مت هاردی و بری وایت                    | پین              |  |  |                      |                      |                      |  |  |                                   |                                   |                                   |
|  |                  | تایتوس ورلدواید (تایتوس اونیل و آپولو) | ۵:۰۷             |  |  |                      |                      |                      |  |  |                                   |                                   |                                   |

### وضعیت نهایی بزرگترین رویال رامبل
– را
  – اسمک‌داون
  – ان‌اکس‌تی
  – سوپراستار آزاد
  – برنده
| قرعه | بازیکن         | برند           | ترتیب حذف شدن | حذف توسط                   | مدت حضور | تعداد حذف |
| ---- | -------------- | -------------- | ------------- | -------------------------- | -------- | --------- |
| ۱    | دنیل براین     | اسمک‌داون       | ۴۸            | بیگ کس                     | ۱:۱۶:۱۶  | ۳         |
| ۲    | دولف زیگلر     | را             | ۱۲            | کرت انگل                   | ۰:۲۱:۴۴  | ۲         |
| ۳    | سین کارا       | اسمک‌داون       | ۱             | دولف زیگلر                 | ۰:۰۱:۱۸  | ۰         |
| ۴    | کورتیس اکسل    | را             | ۲             | مارک هنری                  | ۰:۰۲:۰۰  | ۰         |
| ۵    | مارک هنری      | سوپراستار آزاد | ۵             | دنیل براین و دولف زیگلر    | ۰:۰۳:۲۷  | ۳         |
| ۶    | مایک کنلیس     | را             | ۳             | مارک هنری                  | ۰:۰۰:۰۳  | ۰         |
| ۷    | هیروکی سومی    | سوپراستار آزاد | ۴             | مارک هنری                  | ۰:۰۰:۴۶  | ۰         |
| ۸    | ویکتور         | را             | ۶             | دنیل براین                 | ۰:۰۰:۵۱  | ۰         |
| ۹    | کوفی کینگستون  | اسمک‌داون       | ۱۴            | الایس                      | ۰:۱۶:۳۴  | ۱         |
| ۱۰   | تونی نیس       | را             | ۹             | کوفی کینگستون و زاویر وودز | ۰:۰۷:۱۳  | ۱         |
| ۱۱   | دش ویلدر       | را             | ۷             | دنیل براین و هورنسواگل     | ۰:۰۱:۲۶  | ۰         |
| ۱۲   | هورنسواگل      | سوپراستار آزاد | ۸             | تونی نیس                   | ۰:۰۱:۰۰  | ۱         |
| ۱۳   | پریمو کولون    | اسمک‌داون       | ۱۱            | کرت انگل                   | ۰:۰۵:۱۰  | ۰         |
| ۱۴   | زاویر وودز     | اسمک‌داون       | ۱۵            | الایس                      | ۰:۰۹:۵۶  | ۱         |
| ۱۵   | بو دالاس       | را             | ۱۰            | کرت انگل                   | ۰:۰۱:۳۴  | ۰         |
| ۱۶   | کرت انگل       | را             | ۱۶            | الایس                      | ۰:۰۷:۵۹  | ۳         |
| ۱۷   | اسکات داوسون   | را             | ۱۹            | بابی رود                   | ۰:۱۱:۴۴  | ۰         |
| ۱۸   | گلداست         | را             | ۱۸            | بابی رود                   | ۰:۱۰:۰۴  | ۰         |
| ۱۹   | کونر           | را             | ۱۳            | الایس                      | ۰:۰۲:۲۵  | ۰         |
| ۲۰   | الایس          | را             | ۴۱            | بابی لشلی                  | ۰:۳۴:۰۴  | ۵         |
| ۲۱   | لوک گالوز      | اسمک‌داون       | ۲۰            | ری میستریو                 | ۰:۰۹:۱۶  | ۰         |
| 22   | راینو          | را             | ۲۵            | رودریک استرانگ             | ۰:۱۶:۲۲  | ۰         |
| ۲۳   | درو گولاک      | را             | ۱۷            | تاکر نایت                  | ۰:۰۱:۴۷  | ۰         |
| ۲۴   | تاکر نایت      | ان‌ایکس‌تی       | ۲۳            | بیگ ای                     | ۰:۱۰:۰۸  | ۱         |
| ۲۵   | بابی رود       | را             | ۲۹            | بارون کوربین               | ۰:۱۷:۴۴  | ۲         |
| ۲۶   | فاندانگو       | را             | ۲۱            | موجو راولی                 | ۰:۰۳:۴۲  | ۰         |
| ۲۷   | چاد گیبل       | را             | ۲۴            | آپولو کروز                 | ۰:۰۸:۱۷  | ۰         |
| ۲۸   | ری میستریو     | سوپراستار آزاد | ۳۷            | بارون کوربین               | ۰:۲۰:۲۵  | ۱         |
| ۲۹   | موجو راولی     | را             | ۲۷            | رندی اورتن                 | ۰:۰۸:۵۲  | ۲         |
| ۳۰   | تایلر بریز     | را             | ۲۲            | موجو راولی                 | ۰:۰۰:۱۶  | ۰         |
| ۳۱   | بیگ ای         | اسمک‌داون       | ۳۳            | براون استرومن              | ۰:۱۳:۵۹  | ۱         |
| ۳۲   | کارل اندرسون   | اسمک‌داون       | ۲۶            | رندی اورتن                 | ۰:۰۴:۲۵  | ۰         |
| ۳۳   | آپولو کروز     | را             | ۲۸            | رندی اورتن                 | ۰:۰۳:۲۶  | ۱         |
| ۳۴   | رودریک استرانگ | ان‌ایکس‌تی       | ۳۰            | بارون کوربین               | ۰:۰۳:۵۹  | ۱         |
| ۳۵   | رندی اورتن     | اسمک‌داون       | ۳۹            | الایس                      | ۰:۱۰:۵۸  | ۴         |
| ۳۶   | هیث اسلتر      | را             | ۳۴            | براون استرومن              | ۰:۰۷:۳۸  | ۰         |
| ۳۷   | باباتونده      | ان‌ایکس‌تی       | ۳۱            | براون استرومن              | ۰:۰۵:۵۳  | ۰         |
| ۳۸   | بارون کوربین   | را             | ۳۸            | رندی اورتن                 | ۰:۰۷:۰۸  | ۳         |
| ۳۹   | تایتوس اونیل   | را             | ۳۵            | براون استرومن              | ۰:۰۴:۴۲  | ۰         |
| ۴۰   | دن متا         | ان‌ایکس‌تی       | ۳۲            | براون استرومن              | ۰:۰۲:۰۱  | ۰         |
| ۴۱   | براون استرومن  | را             | —             | برنده                      | ۰:۲۲:۱۴  | ۱۳        |
| ۴۲   | تای دلینجر     | اسمک‌داون       | ۳۶            | براون استرومن              | ۰:۰۰:۲۹  | ۰         |
| ۴۳   | کورت هاوکینز   | را             | ۴۰            | براون استرومن              | ۰:۰۰:۲۰  | ۰         |
| ۴۴   | بابی لشلی      | را             | ۴۵            | براون استرومن              | ۰:۱۴:۳۸  | ۲         |
| ۴۵   | د گریت کالی    | سوپراستار آزاد | ۴۲            | براون استرومن و بابی لشلی  | ۰:۰۰:۳۱  | ۰         |
| ۴۶   | کوین اونز      | را             | ۴۷            | براون استرومن              | ۰:۱۰:۴۳  | ۰         |
| ۴۷   | شین مک ماهون   | اسمک‌داون       | ۴۴            | براون استرومن              | ۰:۰۸:۰۷  | ۰         |
| ۴۸   | شلتون بنجامین  | اسمک‌داون       | ۴۳            | کریس جریکو                 | ۰:۰۴:۲۳  | ۰         |
| ۴۹   | بیگ کس         | اسمک‌داون       | ۴۹            | براون استرومن              | ۰:۰۷:۲۳  | ۱         |
| ۵۰   | کریس جریکو     | اسمک‌داون       | ۴۶            | براون استرومن              | ۰:۰۳:۱۸  | ۱         |

## موضوعات مرتبط
- فهرست قهرمانان کنونی دبلیودبلیوئی